# Xiphidiella
Xiphidiella är ett släkte av tvåvingar. Xiphidiella ingår i familjen köttflugor.
Kladogram enligt Catalogue of Life:
| Xiphidiella | \| \| Xiphidiella anorubra \| \| \| \| \| \| Xiphidiella chagalli \| \| \| \| \| \| Xiphidiella hochae \| \| \| \| \| \| Xiphidiella menuhini \| \| \| \| |
|             | \| \| Xiphidiella anorubra \| \| \| \| \| \| Xiphidiella chagalli \| \| \| \| \| \| Xiphidiella hochae \| \| \| \| \| \| Xiphidiella menuhini \| \| \| \| |
|             | Xiphidiella anorubra |
|             | |
|             | Xiphidiella chagalli |
|             | |
|             | Xiphidiella hochae |
|             | |
|             | Xiphidiella menuhini |
|             | |